# 林瑞輝
林 瑞輝（はやし みずき、1996年9月4日 - ）は、大阪府大阪市出身の元プロサッカー選手。ポジションはゴールキーパー。

## 来歴
地元の大和田SSCでサッカーを始め、中学進学と同時にガンバ大阪ジュニアユースに入団、2012年にユースへ昇格した。2013年4月、トップチームに2種登録選手として登録。
各年代別の日本代表を経験し、AFC U-16選手権2012にU-16日本代表として出場。2013 FIFA U-17ワールドカップの切符が懸った準々決勝のシリア戦ではPKを阻止するなど、チームに勢いをもたらす活躍を見せ、準優勝に貢献した。翌年、FIFA U-17ワールドカップのU-17日本代表メンバー入りを果たすものの、出場はグループリーグ1試合のみに終わり、不完全燃焼のまま大会を終えた。
2014年10月、2015年シーズンからのトップチーム昇格内定が発表された（同期昇格は嫁阪翔太、妹尾直哉、平尾壮）。2016年3月13日、ガンバ大阪U-23としてJ3リーグ開幕戦のY.S.C.C.横浜戦でプロ入り初先発。
2018年4月22日、J1第9節・セレッソ大阪戦で同試合でGKを務めていた東口順昭の負傷により、途中交代でJ1リーグデビューを果たすと、無失点に抑え勝利に貢献した。6月3日、ルヴァンカップ・プレーオフ第1戦のジュビロ磐田戦でも好セーブを連発。無失点に抑え勝利に貢献した。この年は第2GKとして活躍し、リーグ戦7試合に出場した。
2019年12月26日、レノファ山口FCへの期限付き移籍が発表された。加入後は吉満大介、山田元気に次ぐ第3GKであったため、開幕からベンチ入りすらできない日々が続いていたが、12月6日に行われたJ2第39節のギラヴァンツ北九州戦で移籍後初先発を果たし、最終節まで先発出場し、4試合に出場した。
2021年、ガンバ大阪に復帰。しかしこの年は東口、一森純、石川慧
に次ぐ4番手であり、シーズン通して出場は無く、2022年1月5日に契約満了による退団が発表された。
その後去就は明らかにはなっていなかったが、2023年8月現在、訪問介護の仕事に就いていることが知人のSNSにより明らかとなった。

## 所属クラブ
- 2007年 - 2008年 大和田SSC[8]
- 2009年 - 2011年 ガンバ大阪ジュニアユース
- 2012年 - ガンバ大阪ユース（追手門学院高等学校）
  - 2013年 - 2014年 ガンバ大阪（2種登録選手[9]）
- 2015年 - 2021年  ガンバ大阪
  - 2015年  Jリーグ・アンダー22選抜
  - 2020年  レノファ山口FC（期限付き移籍）

## 個人成績
| 国内大会個人成績 | 国内大会個人成績 | 国内大会個人成績 | 国内大会個人成績 | 国内大会個人成績 | 国内大会個人成績 | 国内大会個人成績 | 国内大会個人成績 | 国内大会個人成績 | 国内大会個人成績 | 国内大会個人成績 | 国内大会個人成績 |
| 年度             | クラブ           | 背番号           | リーグ           | リーグ戦         | リーグ戦         | リーグ杯         | リーグ杯         | オープン杯       | オープン杯       | 期間通算         | 期間通算         |
| 年度             | クラブ           | 背番号           | リーグ           | 出場             | 得点             | 出場             | 得点             | 出場             | 得点             | 出場             | 得点             |
| 日本             | 日本             | 日本             | 日本             | リーグ戦         | リーグ戦         | リーグ杯         | リーグ杯         | 天皇杯           | 天皇杯           | 期間通算         | 期間通算         |
| ---------------- | ---------------- | ---------------- | ---------------- | ---------------- | ---------------- | ---------------- | ---------------- | ---------------- | ---------------- | ---------------- | ---------------- |
| 2015             | G大阪            | 31               | J1               | 0                | 0                | 0                | 0                | 0                | 0                | 0                | 0                |
| 2016             | G大阪            | 31               | J1               | 0                | 0                | 0                | 0                | 0                | 0                | 0                | 0                |
| 2017             | G大阪            | 31               | J1               | 0                | 0                | 0                | 0                | 0                | 0                | 0                | 0                |
| 2018             | G大阪            | 23               | J1               | 7                | 0                | 5                | 0                | 1                | 0                | 13               | 0                |
| 2019             | G大阪            | 23               | J1               | 0                | 0                | 5                | 0                | 0                | 0                | 5                | 0                |
| 2020             | 山口             | 1                | J2               | 4                | 0                | -                | -                | -                | -                | 4                | 0                |
| 2021             | G大阪            | 23               | J1               | 0                | 0                | 0                | 0                | 0                | 0                | 0                | 0                |
| 通算             | 日本             | 日本             | J1               | 7                | 0                | 10               | 0                | 1                | 0                | 18               | 0                |
| 通算             | 日本             | 日本             | J2               | 4                | 0                | -                | -                | -                | -                | 4                | 0                |
| 総通算           | 総通算           | 総通算           | 総通算           | 11               | 0                | 10               | 0                | 1                | 0                | 22               | 0                |

| 2016   | G大23  | 31     | J3     | 13 | 0 | 13 | 0 |
| 2017   | G大23  | 31     | J3     | 28 | 0 | 28 | 0 |
| 2018   | G大23  | 23     | J3     | 4  | 0 | 4  | 0 |
| 2019   | G大23  | 23     | J3     | 5  | 0 | 5  | 0 |
| 通算   | 日本   | 日本   | J3     | 45 | 0 | 45 | 0 |
| 総通算 | 総通算 | 総通算 | 総通算 | 45 | 0 | 45 | 0 |

| 国際大会個人成績 | 国際大会個人成績 | 国際大会個人成績 | 国際大会個人成績 | 国際大会個人成績 |
| 年度             | クラブ           | 背番号           | 出場             | 得点             |
| AFC              | AFC              | AFC              | ACL              | ACL              |
| ---------------- | ---------------- | ---------------- | ---------------- | ---------------- |
| 2015             | G大阪            | 31               | 0                | 0                |
| 2016             | G大阪            | 31               | 0                | 0                |
| 2017             | G大阪            | 31               | 0                | 0                |
| 2021             | G大阪            | 23               | 0                | 0                |
| 通算             | AFC              | AFC              | 0                | 0                |

- Jリーグ初出場 - 2016年3月13日 J3第1節 vsY.S.C.C.横浜（市立吹田サッカースタジアム）

## タイトル

### クラブ
ガンバ大阪ジュニアユース
- JFAプレミアカップ：1回（2009年）
- 関西サンライズリーグ：2回（2010年、2011年）

ガンバ大阪ユース
- 高円宮杯 プリンスリーグ関西1部：1回（2012年）

ガンバ大阪
- 天皇杯：1回（2015年）
- FUJI XEROX SUPER CUP：1回（2015年）

### 個人
- TAG Heuer YOUNG GUNS AWARD（2018年）

## 代表歴
- U-15日本代表
- U-16日本代表
  - AFC U-16選手権2012
- U-17日本代表
  - 2013 FIFA U-17ワールドカップ
- U-18日本代表